# Opitsvet
Opitsvet (bulgariska: Опицвет) är ett distrikt i Bulgarien.   Det ligger i kommunen obsjtina Kostinbrod och regionen Sofijska oblast, i den västra delen av landet, 26 km nordväst om huvudstaden Sofia.
Trakten runt Opitsvet består i huvudsak av gräsmarker. Runt Opitsvet är det ganska tätbefolkat, med 62 invånare per kvadratkilometer.